# Tân Hòa, Phú Mỹ
Tân Hòa là một phường thuộc thành phố Phú Mỹ, tỉnh Bà Rịa – Vũng Tàu, Việt Nam.

## Địa lý
Phường Tân Hòa nằm ở phía nam thành phố Phú Mỹ, có vị trí địa lý:
- Phía đông giáp phường Tân Hải
- Phía tây giáp phường Phước Hòa
- Phía nam giáp phường Tân Hải và thành phố Vũng Tàu
- Phía bắc giáp phường Phước Hòa và các xã Châu Pha, Tóc Tiên.

Phường Tân Hòa có diện tích 29,46 km², dân số năm 2024 là 16.457 người, mật độ dân số đạt 558 người/km².

## Hành chính
Phường Tân Hòa được chia thành 4 khu phố: Phước Hiệp, Phước Long, Phước Tấn, Phước Thành.

## Lịch sử
Xã Tân Hòa được thành lập vào ngày 9 tháng 12 năm 2003 trên cơ sở 3.063,57 ha diện tích tự nhiên và 9.237 người của xã Hội Bài cũ.
Từ ngày 12 tháng 4 năm 2018, xã Tân Hòa trực thuộc thị xã Phú Mỹ.
Ngày 15 tháng 1 năm 2025, Ủy ban Thường vụ Quốc hội ban hành Nghị quyết số 1365/NQ-UBTVQH15 về việc thành lập các phường thuộc thị xã Phú Mỹ và thành lập thành phố Phú Mỹ thuộc tỉnh Bà Rịa – Vũng Tàu (nghị quyết có hiệu lực từ ngày 1 tháng 3 năm 2025). Theo đó:
- Thành lập phường Tân Hòa thuộc thị xã Phú Mỹ trên cơ sở toàn bộ 29,46 km² diện tích tự nhiên và quy mô dân số là 16.457 người của xã Tân Hòa.
- Thành lập thành phố Phú Mỹ thuộc tỉnh Bà Rịa Vũng Tàu trên cơ sở toàn bộ thị xã Phú Mỹ. Phường Tân Hòa trực thuộc thành phố Phú Mỹ.